# Hopman Cup 1997
De Hopman Cup 1997 (met de officiële naam Hyundai Hopman Cup) werd gehouden van zondag 29 december tot en met zaterdag 4 januari 1996 op een overdekte hardcourtbaan in de Burswood Dome in de Australische stad Perth. Het was de negende editie van het tennistoernooi tussen landen die ieder een gemengd koppel afvaardigden. In dit toernooi bestond een landenontmoeting uit drie partijen (rubbers): in het vrouwenenkelspel, mannenenkelspel en gemengd dubbelspel.
Titelverdediger was het team uit Kroatië, bestaande uit Iva Majoli en Goran Ivanišević. Zij kwamen niet verder dan de groepsfase.
In de finale wonnen de Amerikanen Chanda Rubin en Justin Gimelstob van het Zuid-Afrikaanse koppel Amanda Coetzer / Wayne Ferreira. Het was de eerste titel voor de Verenigde Staten.
|              |  |                  |
| Chanda Rubin |  | Justin Gimelstob |

## Deelnemers volgens ranglijstpositie
| Nr. | Land             | Groep | Team                                | WTA +ATP - rang1 | Resultaat   |
| --- | ---------------- | ----- | ----------------------------------- | ---------------- | ----------- |
| 1.  | Kroatië          | A     | Iva Majoli / Goran Ivanišević       | 7+4=11           | groepsfase  |
| 2.  | Zwitserland      | B     | Martina Hingis / Marc Rosset        | 4+22=26          | groepsfase  |
| 3.  | Zuid-Afrika      | B     | Amanda Coetzer / Wayne Ferreira     | 17+10=27         | finale      |
| 4.  | Roemenië         | B     | Irina Spîrlea / Adrian Voinea       | 11+45=56         | groepsfase  |
| 5.  | Frankrijk        | A     | Mary Pierce / Guy Forget            | 20+51=71         | groepsfase' |
| 6.  | Australië        | A     | Nicole Bradtke / Mark Philippoussis | 78+30=118        | groepsfase  |
| 7.  | Duitsland        | B     | Petra Begerow / Bernd Karbacher     | 63+57=130        | groepsfase  |
| 8.  | Verenigde Staten | A     | Chanda Rubin / Justin Gimelstob     | 12+152=164       | winnaars    |

1 Rang per 23 december 1996

## Groepsfase

### Groep A

#### Klassement
| Pos. | Land             | W | V | Rubbers | Sets  |
| ---- | ---------------- | - | - | ------- | ----- |
| 1.   | Verenigde Staten | 3 | 0 | 6–3     | 13–10 |
| 2.   | Kroatië          | 2 | 1 | 6–3     | 10–6  |
| 3.   | Australië        | 1 | 2 | 4–5     | 9–10  |
| 4.   | Frankrijk        | 0 | 3 | 2–7     | 5–11  |

#### Australië – Kroatië
| Vlag van Australië | Australië 2 | Perth, Australië 29 - 31 december 1995 hardcourt (i) | Perth, Australië 29 - 31 december 1995 hardcourt (i) | Perth, Australië 29 - 31 december 1995 hardcourt (i) | Kroatië 1 | Vlag van Kroatië |

|   |                                                                   |                                                                   | 1   | 2   | 3 |  |
| - | ----------------------------------------------------------------- | ----------------------------------------------------------------- | --- | --- | - |  |
| 1 | Nicole Bradtke Iva Majoli                                         | Nicole Bradtke Iva Majoli                                         | 4 6 | 3 6 |   |  |
| 2 | Mark Philippoussis Goran Ivanišević                               | Mark Philippoussis Goran Ivanišević                               | 6 2 | 6 3 |   |  |
| 3 | Nicole Bradtke / Mark Philippoussis Iva Majoli / Goran Ivanišević | Nicole Bradtke / Mark Philippoussis Iva Majoli / Goran Ivanišević | 5 7 | 5 7 |   |  |

#### Frankrijk – Verenigde Staten
| Vlag van Frankrijk | Frankrijk 1 | Perth, Australië 29 - 31 december 1995 hardcourt (i) | Perth, Australië 29 - 31 december 1995 hardcourt (i) | Perth, Australië 29 - 31 december 1995 hardcourt (i) | Verenigde Staten 2 | Vlag van Verenigde Staten |

|   |                                                          |                                                          | 1   | 2   | 3   |  |
| - | -------------------------------------------------------- | -------------------------------------------------------- | --- | --- | --- |  |
| 1 | Mary Pierce Chanda Rubin                                 | Mary Pierce Chanda Rubin                                 | 4 6 | 1 6 |     |  |
| 2 | Guy Forget Justin Gimelstob                              | Guy Forget Justin Gimelstob                              | 2 6 | 6 3 | 6 3 |  |
| 3 | Mary Pierce / Guy Forget Chanda Rubin / Justin Gimelstob | Mary Pierce / Guy Forget Chanda Rubin / Justin Gimelstob | 6 3 | 3 6 | 2 6 |  |

### Groep B

#### Klassement
| Pos. | Land        | W | V | Rubbers | Sets  |
| ---- | ----------- | - | - | ------- | ----- |
| 1.   | Zuid-Afrika | 3 | 0 | 7–2     | 13–10 |
| 2.   | Zwitserland | 2 | 1 | 6–3     | 6–7   |
| 3.   | Roemenië    | 1 | 2 | 5–4     | 9–9   |
| 4.   | Duitsland   | 0 | 3 | 0–9     | 1–18  |

#### Roemenië – Zwitserland
| Vlag van Roemenië | Roemenië 3 | Perth, Australië 29 december - 31 december 1995 hardcourt (i) | Perth, Australië 29 december - 31 december 1995 hardcourt (i) | Perth, Australië 29 december - 31 december 1995 hardcourt (i) | Zwitserland 0 | Vlag van Zwitserland |

|   |                                                            |                                                            | 1   | 2   | 3   |     |
| - | ---------------------------------------------------------- | ---------------------------------------------------------- | --- | --- | --- | --- |
| 1 | Irina Spîrlea Martina Hingis                               | Irina Spîrlea Martina Hingis                               | 5 7 | 2 6 |     |     |
| 2 | Adrian Voinea Marc Rosset                                  | Adrian Voinea Marc Rosset                                  |     |     |     | w/o |
| 3 | Irina Spîrlea / Adrian Voinea Martina Hingis / Marc Rosset | Irina Spîrlea / Adrian Voinea Martina Hingis / Marc Rosset | 6 3 | 5 7 | 3 6 |     |

#### Duitsland – Zuid-Afrika
| Vlag van Duitsland | Duitsland 0 | Perth, Australië 29 - 31 december 1995 hardcourt (i) | Perth, Australië 29 - 31 december 1995 hardcourt (i) | Perth, Australië 29 - 31 december 1995 hardcourt (i) | Zuid-Afrika 3 | Vlag van Zuid-Afrika |

|   |                                                                 |                                                                 | 1   | 2   | 3 |  |
| - | --------------------------------------------------------------- | --------------------------------------------------------------- | --- | --- | - |  |
| 1 | Petra Begerow Amanda Coetzer                                    | Petra Begerow Amanda Coetzer                                    | 0 6 | 5 7 |   |  |
| 2 | Bernd Karbacher Wayne Ferreira                                  | Bernd Karbacher Wayne Ferreira                                  | 4 6 | 4 6 |   |  |
| 3 | Petra Begerow / Bernd Karbacher Amanda Coetzer / Wayne Ferreira | Petra Begerow / Bernd Karbacher Amanda Coetzer / Wayne Ferreira | 3 6 | 4 6 |   |  |

#### Zuid-Afrika– Zwitserland
| Vlag van Zuid-Afrika | Zuid-Afrika 2 | Perth, Australië 30 december - 2 januari 1996 hardcourt (i) | Perth, Australië 30 december - 2 januari 1996 hardcourt (i) | Perth, Australië 30 december - 2 januari 1996 hardcourt (i) | Zwitserland 1 | Vlag van Zwitserland |

|   |                                                              |                                                              | 1   | 2   | 3 |        |
| - | ------------------------------------------------------------ | ------------------------------------------------------------ | --- | --- | - | ------ |
| 1 | Amanda Coetzer Martina Hingis                                | Amanda Coetzer Martina Hingis                                | 1 6 | 2 6 |   |        |
| 2 | Wayne Ferreira Marc Rosset                                   | Wayne Ferreira Marc Rosset                                   | 6 0 | 2 0 |   | opgave |
| 3 | Amanda Coetzer / Wayne Ferreira Martina Hingis / Marc Rosset | Amanda Coetzer / Wayne Ferreira Martina Hingis / Marc Rosset |     |     |   | w/o    |

#### Duitsland – Roemenië
| Vlag van Duitsland | Duitsland 0 | Perth, Australië januari 1996 hardcourt (i) | Perth, Australië januari 1996 hardcourt (i) | Perth, Australië januari 1996 hardcourt (i) | Roemenië 3 | Vlag van Roemenië |

|   |                                                               |                                                               | 1   | 2    | 3   |  |
| - | ------------------------------------------------------------- | ------------------------------------------------------------- | --- | ---- | --- |  |
| 1 | Petra Begerow Irina Spîrlea                                   | Petra Begerow Irina Spîrlea                                   | 1 6 | 3 6  |     |  |
| 2 | Bernd Karbacher Adrian Voinea                                 | Bernd Karbacher Adrian Voinea                                 | 6 2 | 65 6 | 2 7 |  |
| 3 | Petra Begerow / Bernd Karbacher Irina Spîrlea / Adrian Voinea | Petra Begerow / Bernd Karbacher Irina Spîrlea / Adrian Voinea | 1 6 | 1 6  |     |  |

#### Roemenië – Zuid-Afrika
| Vlag van Roemenië | Roemenië 1 | Perth, Australië januari 1996 hardcourt (i) | Perth, Australië januari 1996 hardcourt (i) | Perth, Australië januari 1996 hardcourt (i) | Zuid-Afrika 2 | Vlag van Zuid-Afrika |

|   |                                                               |                                                               | 1    | 2    | 3   |  |
| - | ------------------------------------------------------------- | ------------------------------------------------------------- | ---- | ---- | --- |  |
| 1 | Irina Spîrlea Amanda Coetzer                                  | Irina Spîrlea Amanda Coetzer                                  | 5 7  | 6 4  | 6 1 |  |
| 2 | Adrian Voinea Wayne Ferreira                                  | Adrian Voinea Wayne Ferreira                                  | 69 7 | 65 7 |     |  |
| 3 | Irina Spîrlea / Adrian Voinea Amanda Coetzer / Wayne Ferreira | Irina Spîrlea / Adrian Voinea Amanda Coetzer / Wayne Ferreira | 6 4  | 1 6  | 4 6 |  |

#### Duitsland – Zwitserland
| Vlag van Duitsland | Duitsland 0 | Perth, Australië januari 1996 hardcourt (i) | Perth, Australië januari 1996 hardcourt (i) | Perth, Australië januari 1996 hardcourt (i) | Zwitserland 3 | Vlag van Zwitserland |

|   |                                                              |                                                              | 1    | 2    | 3 |  |
| - | ------------------------------------------------------------ | ------------------------------------------------------------ | ---- | ---- | - |  |
| 1 | Petra Begerow Martina Hingis                                 | Petra Begerow Martina Hingis                                 | 1 6  | 1 6  |   |  |
| 2 | Bernd Karbacher Marc Rosset                                  | Bernd Karbacher Marc Rosset                                  | 64 7 | 65 7 |   |  |
| 3 | Petra Begerow / Bernd Karbacher Martina Hingis / Marc Rosset | Petra Begerow / Bernd Karbacher Martina Hingis / Marc Rosset | 5 7  | 1 6  |   |  |

## Finale

### Verenigde Staten – Zuid-Afrika
| Vlag van Verenigde Staten | Verenigde Staten 2 | Perth, Australië 4 januari 1997 hardcourt (i) | Perth, Australië 4 januari 1997 hardcourt (i) | Perth, Australië 4 januari 1997 hardcourt (i) | Zuid-Afrika 1 | Vlag van Zuid-Afrika |

|   |                                                                 |                                                                 | 1   | 2   | 3   |  |
| - | --------------------------------------------------------------- | --------------------------------------------------------------- | --- | --- | --- |  |
| 1 | Chanda Rubin Amanda Coetzer                                     | Chanda Rubin Amanda Coetzer                                     | 7 5 | 6 2 |     |  |
| 2 | Goran Ivanišević Wayne Ferreira                                 | Goran Ivanišević Wayne Ferreira                                 | 4 6 | 6 7 |     |  |
| 3 | Chanda Rubin / Goran Ivanišević Amanda Coetzer / Wayne Ferreira | Chanda Rubin / Goran Ivanišević Amanda Coetzer / Wayne Ferreira | 3 6 | 6 2 | 7 5 |  |